# Melaleuca coronicarpa
Melaleuca coronicarpa är en myrtenväxtart som beskrevs av D.A.Herb.. Melaleuca coronicarpa ingår i släktet Melaleuca och familjen myrtenväxter.
Artens utbredningsområde är Western Australia. Inga underarter finns listade i Catalogue of Life.